# ابوالفتح قهرمان
ابوالفتح میرزا سردار اعظم (۱۲۷۳ اصفهان - ۱۳۵۶ اصفهان) که نام خانوادگی قهرمان برگزید، شاهزاده و نظامی دوره قاجار، از اعیان و مالکان بزرگ اصفهان و نماینده مجلس شورای ملی بود.
پدرش قهرمان میرزا سردار اعظم از مالکان و اعیان اصفهان و تحت‌الحمایه روسیه بود. در دانشکده افسری سن پطرزبورگ روسیه در رشته توپخانه درس خواند و چندی در ارتش روسیه خدمت کرد. سپس همراه با همکلاسی‌اش امان‌الله میرزا جهانبانی به ایران بازگشت و با درجه سلطان (سروانی) در قزاقخانه استخدام شد.
ابوالفتح میرزا در سال ۱۲۹۸ درجه سرهنگی گرفت و پس از فوت پدرش، احمد شاه لقب پدرش (سردار اعظم) را به او داد. پس از کودتای سوم اسفند ۱۲۹۹ به سبب «کسالت مزاج»  از خدمت قشون کنار رفت و به اداره املاک موروثی‌اش در اصفهان پرداخت و گاه در اصفهان و گاه در تهران و گاه در اروپا زندگی می‌کرد.
سردار اعظم در انتخابات دوره پانزدهم مجلس شورای ملی که در شهرضا در اردیبهشت ۱۳۲۶ برگزار شد، به نمایندگی این حوزه انتخابیه به مجلس راه یافت. در آغاز مجلس ابوالحسین حائری‌زاده نماینده سبزوار با استناد به اینکه خانواده ابوالفتح میرزا تحت‌الحمایه روسیه بوده‌اند نسبت به تابعیت ایرانی او که شرط نمایندگی است ابراز تردید و به اعتبارنامه‌اش اعتراض کرد اما نمایندگان به اعتبارنامه رأی موافق دادند.
ابوالفتح میرزا در دوره بعد نیز بر کرسی نمایندگی نشست و پس از پایان دوره نمایندگی‌اش به سر کار ملک‌داری اش در اصفهان بازگشت.